# Pilotos franceses en Fórmula 1
Los pilotos franceses de la Fórmula 1 han sido 76, siendo el más exitoso Alain Prost, que ganó cuatro veces el Campeonato Mundial de Fórmula 1: 1985, 1986, 1989 y 1993, y cuatro subcampeonatos. Actualmente tres pilotos franceses compiten en la categoría: Esteban Ocon, Pierre Gasly e Isack Hadjar.

## Campeones del mundo y ganadores de carreras
El título ha sido ganado por un piloto francés en cuatro ocasiones, todas ellas con Alain Prost. Otros doce pilotos han ganado al menos una carrera, aunque todos ellos están muy lejos de la cifra de 51 victorias de Prost.
- Alain Prost debutó con McLaren en 1980. Terminó en los puntos en cuatro ocasiones, pero solo acabó en el puesto 16 de la general, por lo que se trasladó a Renault para la temporada siguiente. Después de tres años de éxito, incluyendo el subcampeonato de 1983, volvió a McLaren. Prost pilotó con el equipo entre 1984 y 1989, ganando el campeonato en tres ocasiones y quedando segundo en dos. Durante este tiempo, McLaren introdujo un nuevo compañero de equipo para Prost: Ayrton Senna. Su relación era difícil y los dos se enfrentaron dentro y fuera de la pista, lo que hizo que se describiera como "una de las mayores rivalidades de la historia del deporte".[2] Prost se unió a Ferrari en 1990 y reanudó su batalla con Senna, perdiendo el campeonato en la carrera penúltima de la estación después de que ambos chocarán. En 1991 el Ferrari no era competitivo y por primera vez desde su estación de debut Prost era incapaz de ganar una carrera. Él públicamente crítico públicamente al equipo para sus actuaciones y posteriormente fue despedido antes de fin del año. Tome un año fuera en 1992 y regresado para uno última estación en 1993, ganando su cuarto campeonato.

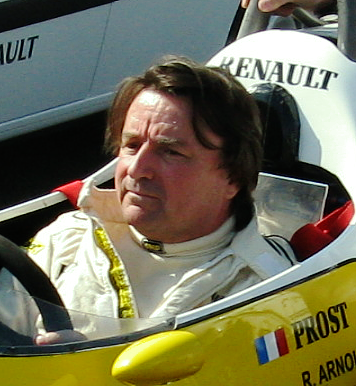
René Arnoux en 2008.

- René Arnoux ganó siete carreras en una carrera que duró 12 años, tras debutar en 1978 con Martini. La escudería se retiró a mitad de la temporada, y él se aseguró un puesto en Renault para el año siguiente. Durante parte de su estancia en la escudería, fue compañero de Alain Prost y, de forma controvertida, ignoró las órdenes de equipo para ganar el Gran Premio de Francia de 1982 por delante de su compañero de equipo favorito. Se trasladó a la Scuderia Ferrari y disfrutó de su temporada más exitosa, ganando tres carreras y terminando tercero en el campeonato. Ligier contrató a Arnoux por cuatro temporadas a partir de 1986 y se retiró tras varios años de bajo rendimiento.[3]
- Jacques Laffite, que desarrolló los coches de carreras Ligier, ganó seis carreras y terminó cuarto en el título de pilotos en tres temporadas sucesivas (1979-1981): fue el primer piloto francés en ganar un Gran Premio, en Suecia, para un equipo francés, con un coche francés y un motor francés (Matra V12). Su carrera en la Fórmula 1 comenzó en 1974 y terminó con un grave accidente en el Gran Premio de Gran Bretaña de 1986, aunque siguió corriendo en otras disciplinas.[4]

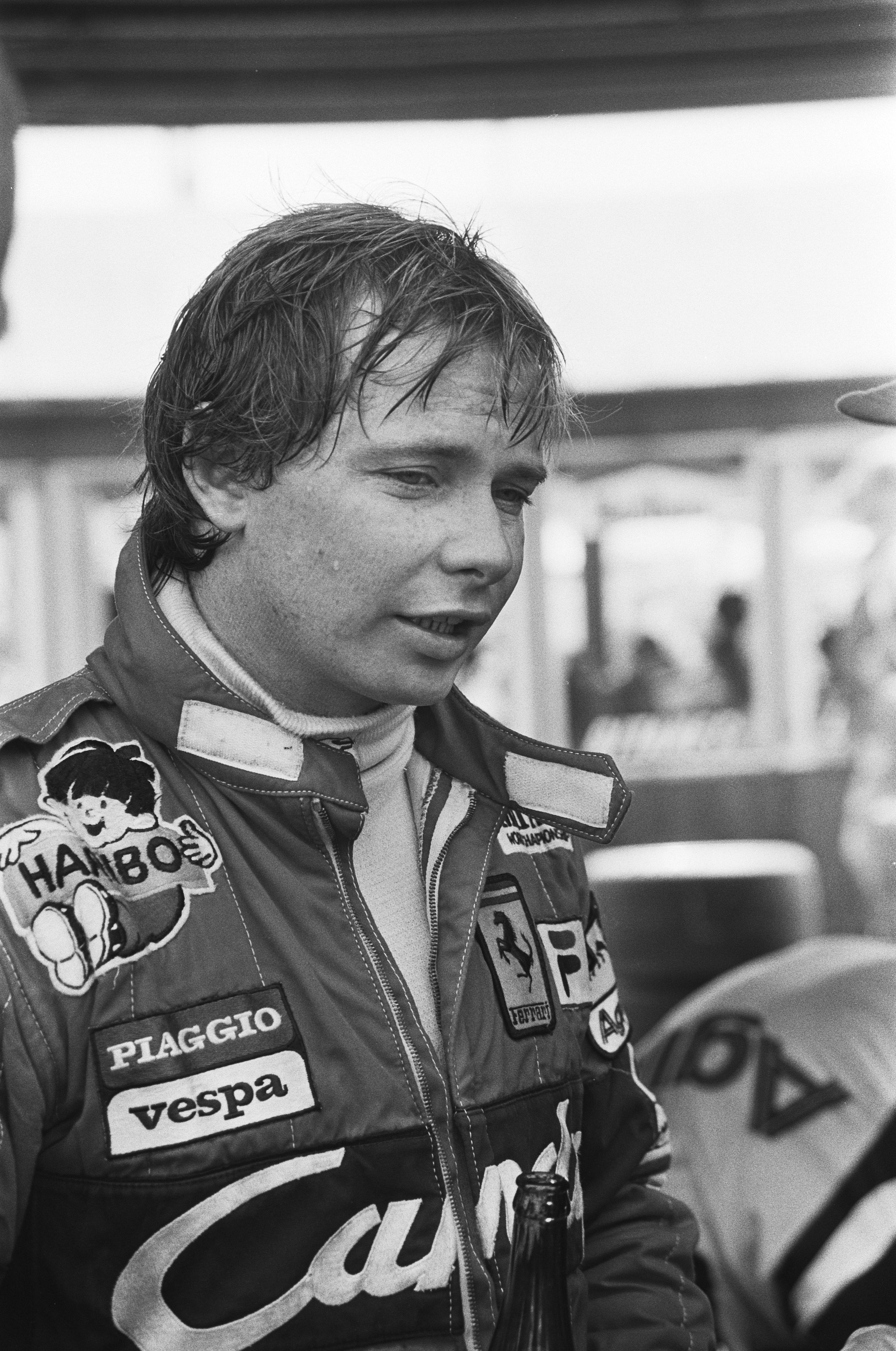
Didier Pironi en 1982.

- Didier Pironi comenzó su carrera en la Fórmula 1 en 1978 con Tyrrell. Se trasladó a Ligier en 1980 junto a su compatriota Jacques Laffite, superando con frecuencia al líder del equipo. Ganó el Gran Premio de Bélgica de ese año y terminó quinto en el campeonato. Firmó con Ferrari como compañero de Gilles Villeneuve, pero no pudo seguir el ritmo del franco-canadiense. En 1982, el año de la muerte de Villeneuve, Pironi parecía dispuesto a ganar el campeonato tras haber ganado dos carreras y haber subido al podio en seis ocasiones. En el Gran Premio de Alemania se estrelló durante una sesión de entrenamientos, rompiéndose las piernas y poniendo fin a su carrera y a su lucha por el título.[5]
- Patrick Tambay debutó en la Fórmula 1 en 1977 con Ensign. Firmó con McLaren para su segundo año en el deporte, pero el coche nunca fue especialmente competitivo. Abandonó el equipo a finales de 1979, siendo sustituido por Alain Prost en su primer año en el deporte. Tambay regresó en 1981 tras un año en Estados Unidos, pero fue descartado al final de la temporada. Anunció su retirada, pero se le pidió que condujera para Ferrari durante la segunda mitad de la temporada de 1982 tras la muerte de su piloto, y amigo íntimo de Tambay, Gilles Villeneuve. Ganó una carrera y permaneció en Ferrari la temporada siguiente, ganando una vez más. Tras dos años en Renault y uno en Lola, se retiró por segunda vez.[6]
- Maurice Trintignant compitió en la temporada inaugural del Campeonato Mundial de Fórmula 1, debutando en el Gran Premio de Mónaco de 1950 con un Simca-Gordini. Cinco años más tarde se convirtió en el primer piloto francés en ganar un Gran Premio del Campeonato del Mundo en el mismo circuito. Su única victoria en otra carrera también se produjo en Mónaco, cuando tomó la bandera a cuadros en el Gran Premio de Mónaco de 1958. Se retiró en 1964 tras haber corrido con diez equipos diferentes.[7][8]

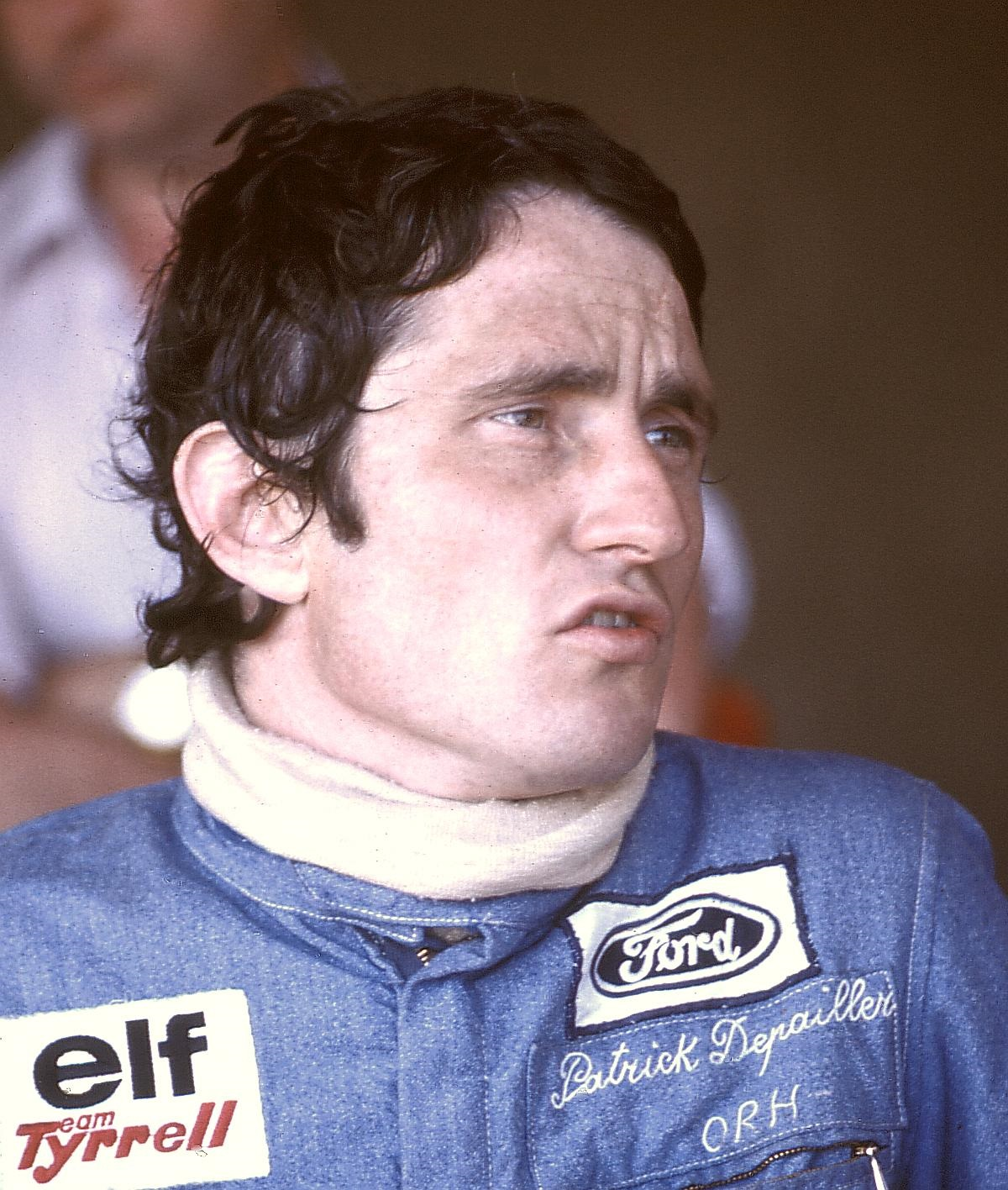
Patrick Depailler en 1975.

- Patrick Depailler, que desarrolló y condujo el Tyrrell P34 de 6 ruedas, ganó el Gran Premio de Mónaco de 1978 y el de España de 1979 para el equipo británico.[9]
- Jean-Pierre Jabouille, quién desarrolló y condujo el Renault turbo, ganó el Gran Premio de Francia de 1979 y el de Austria de 1980 para el equipo francés.[10]
- François Cevert ganó el Gran Premio de Estados Unidos de 1971 para Tyrrell. Murió tras sufrir un accidente en las vueltas de práctica del Gran Premio de Estados Unidos de 1973.[11]
- Jean-Pierre Beltoise, emblemático piloto de Matra, ganó el Gran Premio de Mónaco de 1973 para BRM.[12]
- Jean Alesi es el único piloto francés que forma parte del "club de los más de 200", ya que ha disputado 201 carreras y es uno de los pocos pilotos que han alcanzado esa cifra. Debutó en 1989 y corrió con diferentes equipos hasta su retirada en 2001. Logró 31 podios, pero solo ganó una carrera: el Gran Premio de Canadá de 1995.[13]
- Olivier Panis ganó en Mónaco en 1996, cuando solo tres coches terminaron la carrera en mojado.
- Pierre Gasly Ganó el Gran Premio de Italia de 2020, siendo el primer francés en ganar en el siglo XXI.
- Esteban Ocon Después del caos de la salida del Gran Premio de Hungría de 2021, el francés lideró la carrera y se llevó su primera victoria en la Fórmula 1.

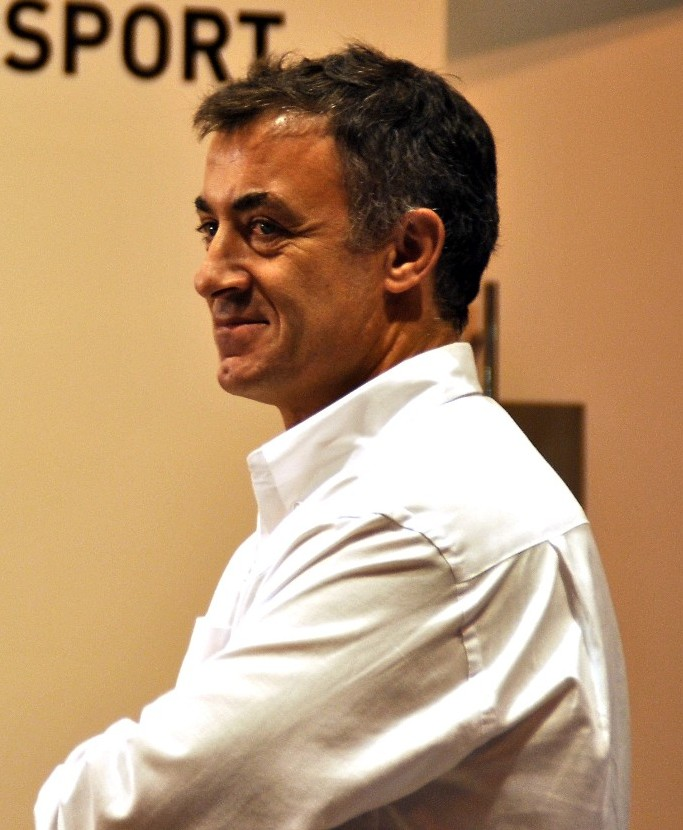
Jean Alesi en 2011.

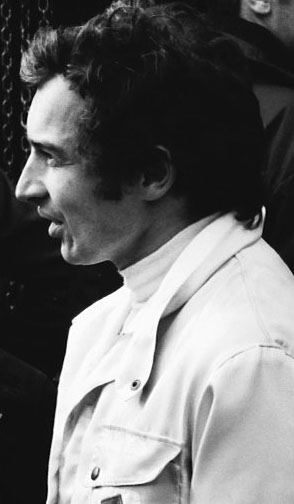
Jean Pierre Beltoise en 1969.

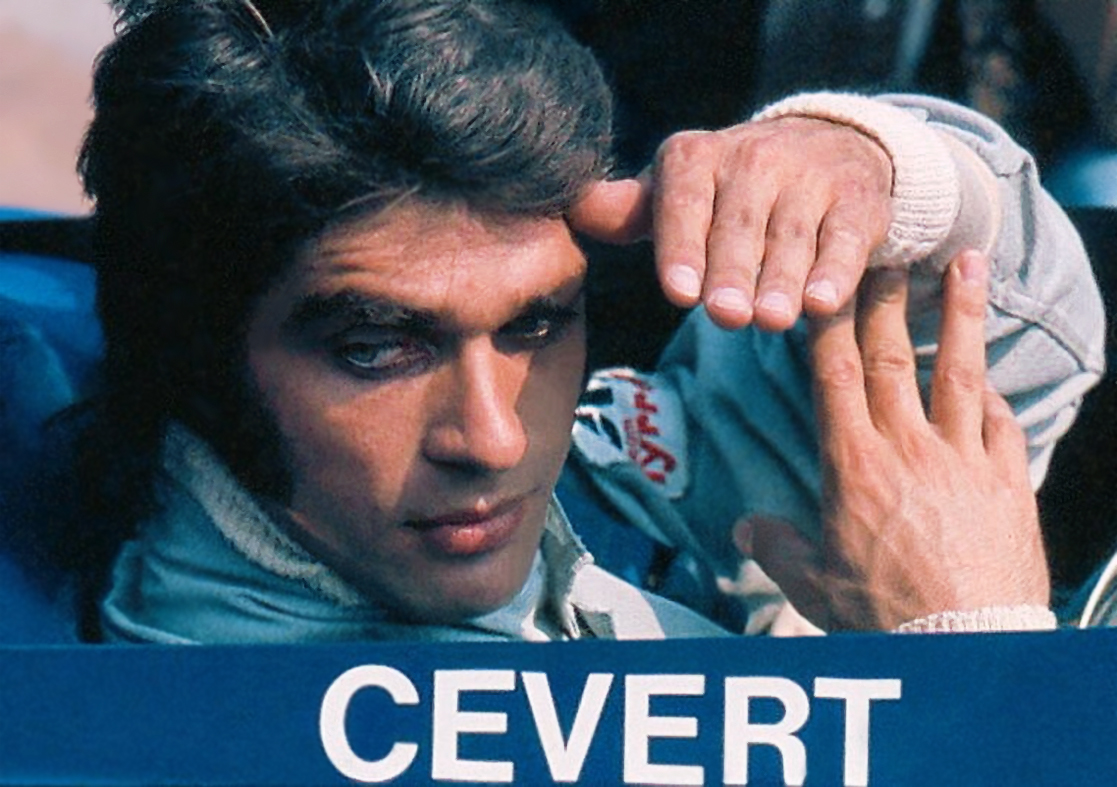
Francois Cevert en 1973.

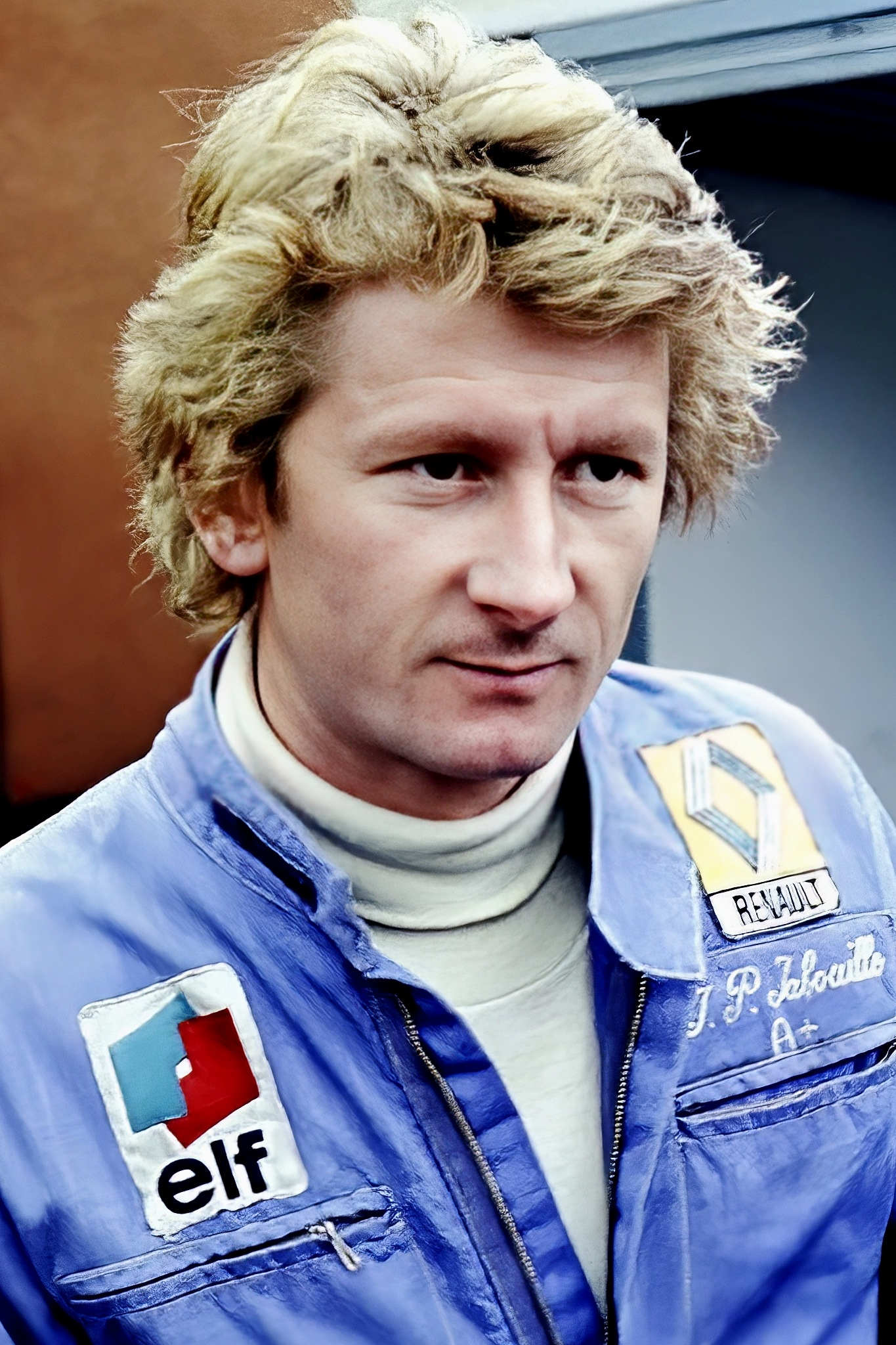
Jean-Pierre Jabouille en 1975.

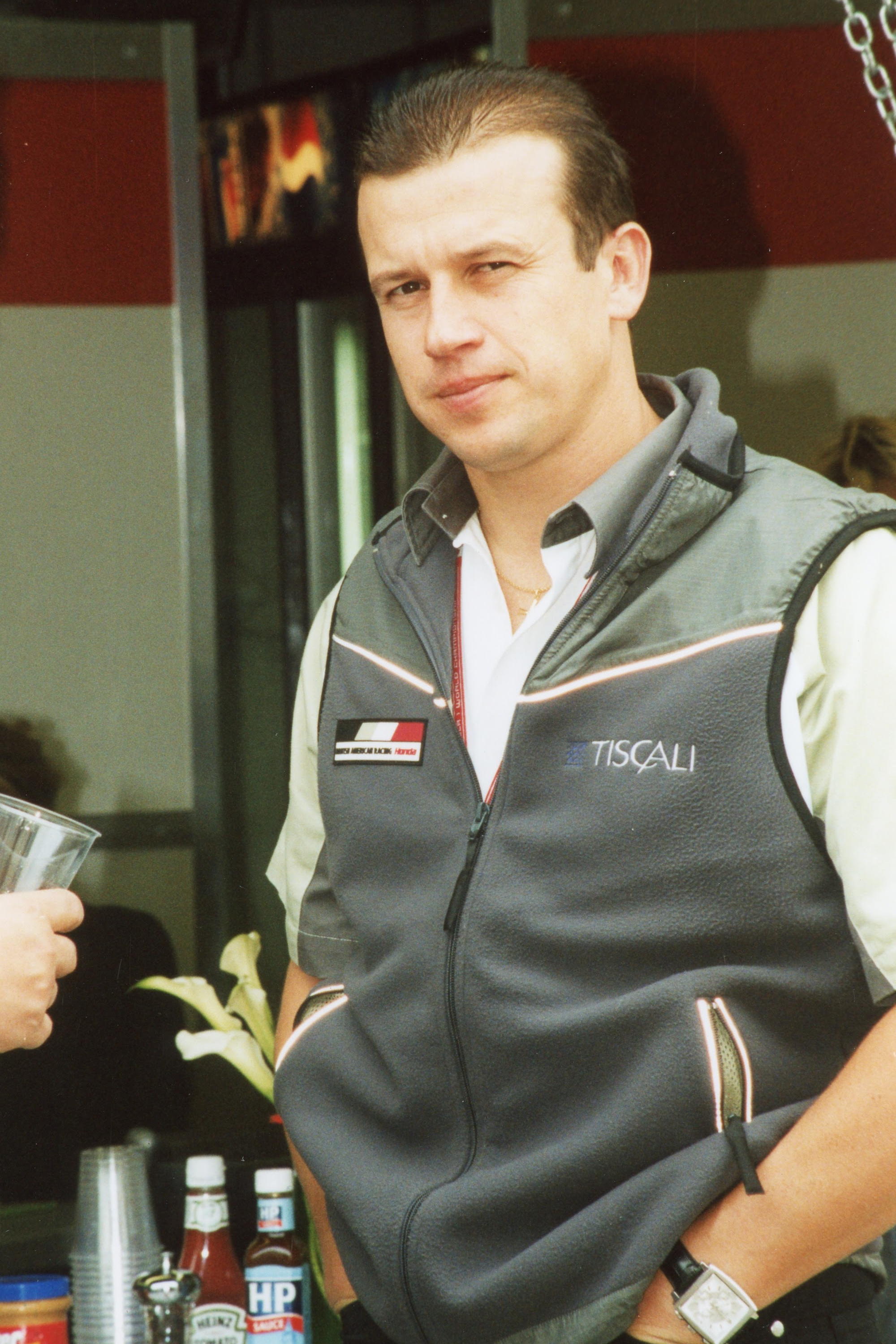
Olivier Panis en 2002.

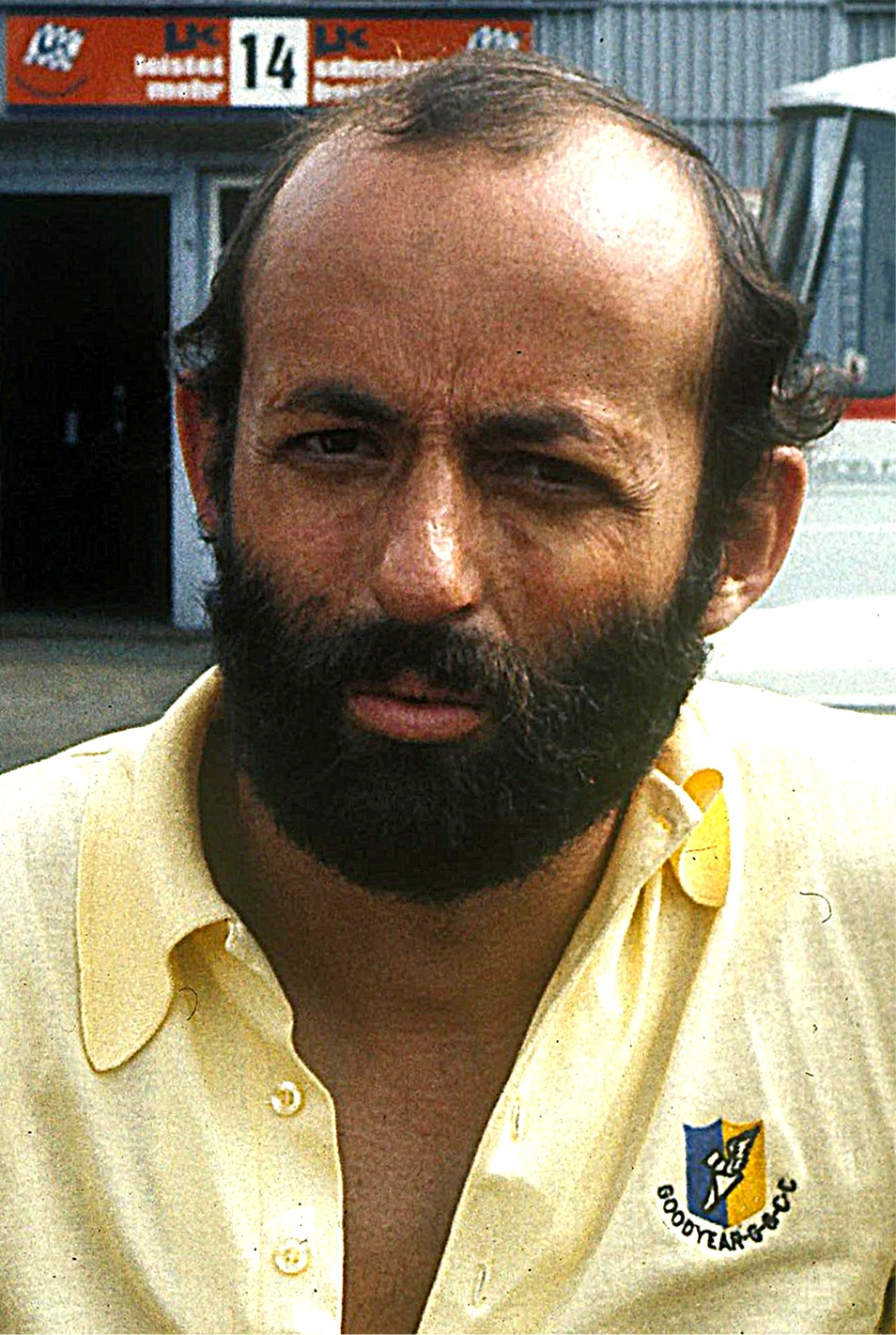
Henri Pescarolo en 1973.

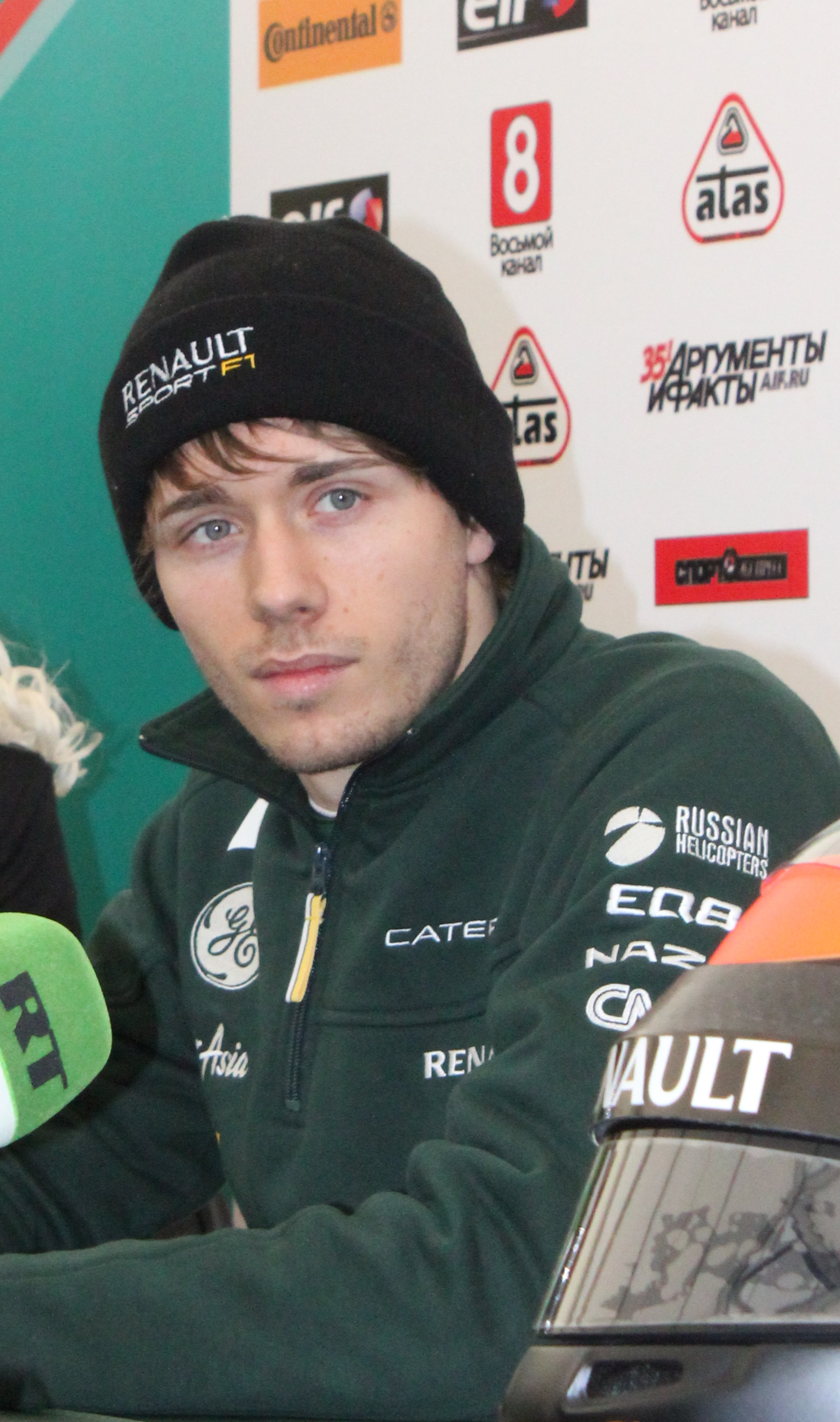
Charles Pic en 2013.

## Por orden alfabético

### A
- Jean Alesi
- Philippe Alliot
- René Arnoux

### B
- Marcel Balsa
- Élie Bayol
- Jean Behra
- Paul Belmondo
- Jean-Pierre Beltoise
- Éric Bernard
- Jules Bianchi
- Jean-Christophe Boullion
- Sébastien Bourdais

### C
- François Cevert
- Eugène Chaboud
- Bernard Collomb
- Érik Comas

### D
- Yannick Dalmas
- Patrick Depailler
- José Dolhem

### E
- Philippe Étancelin

### F
- Pascal Fabre

### G
- Bertrand Gachot
- Patrick Gaillard
- Pierre Gasly
- Yves Giraud-Cabantous
- Aldo Gordini
- Jean-Marc Gounon
- Georges Grignard
- Romain Grosjean
- Olivier Grouillard
- André Guelfi

### H
- François Hesnault

### I
- Isack Hadjar

### J
- Jean-Pierre Jabouille
- Jean-Pierre Jarier
- Max Jean

### L
- Robert La Caze
- Jacques Laffite
- Jean-Louis Lafosse
- Franck Lagorce
- Gérard Larrousse
- Michel Leclère
- Pierre Levegh
- Guy Ligier
- Henri Louveau
- Roger Loyer
- Jean Lucas
- Jean Lucienbonnet

### M
- Guy Mairesse
- Robert Manzon
- Eugène Martin
- François Mazet
- François Migault
- Franck Montagny

### O
- Esteban Ocon

### P
- Olivier Panis
- Henri Pescarolo
- Charles Pic
- François Picard
- Didier Pironi
- Jacques Pollet
- Charles Pozzi
- Alain Prost

### R
- Pierre-Henri Raphanel
- Louis Rosier

### S
- Stéphane Sarrazin
- Jean-Louis Schlesser
- Jo Schlesser
- Johnny Servoz-Gavin
- André Simon
- Raymond Sommer
- Mike Sparken
- Philippe Streiff

### T
- Patrick Tambay
- Maurice Trintignant

### V
- Jean-Éric Vergne

## Pilotos actuales
En la temporada 2025 de Fórmula 1 hay tres pilotos franceses:
Pierre Gasly debutó con la Scuderia Toro Rosso en el Gran Premio de Malasia de 2017. Luego fue promovido a Red Bull Racing para 2019 después de que Daniel Ricciardo dejara el equipo, antes de ser degradado de nuevo a Toro Rosso a mitad de temporada. En el Gran Premio de Italia de 2020, se convirtió en el primer piloto francés en ganar una carrera desde Olivier Panis en 1996 con la escudería AlphaTauri. Actualmente compite en su segunda temporada con la escudería francesa Alpine.
Esteban Ocon debutó en el Gran Premio de Bélgica de 2016 y compite para el equipo Haas en 2025. Hasta el momento, tiene 4 podios en la categoría y una victoria lograda en el Gran Premio de Hungría de 2021.
Isack Hadjar, tras resultar subcampeón del Campeonato de Fórmula 2 de la FIA con Campos Racing, dio el salto a Fórmula 1 con el equipo Racing Bulls, tras ser piloto reserva de Red Bull Racing en 2024.